# Emi Meyer
Pour les articles homonymes, voir Meyer.
 (août 2025).
Si vous disposez d'ouvrages ou d'articles de référence ou si vous connaissez des sites web de qualité traitant du thème abordé ici, merci de compléter l'article en donnant les références utiles à sa vérifiabilité et en les liant à la section « Notes et références ».
Emi Meyer (エミ・マイヤー), née en mars 1987 à Kyoto au Japon, est une pianiste et chanteuse de jazz. 
Elle est surtout active et connue sur les marchés japonais et américains.

## Biographie
D'un père nord-américain et d'une mère japonaise, Emi Meyer est née dans la ville de Kyoto, avant de migrer aux États-Unis, dans la ville de Seattle où elle sera élevée. Son éducation musicale se fit tôt puisqu'elle commença l'apprentissage du piano et de la musique classique à l'âge de six ans, avant de se tourner vers le jazz.
Ses études se sont tournées vers l'ethnomusicologie, cadre dans lequel elle étudia le râga indien, les percussions africaines ou encore le gagaku japonais. Elle a écrit par ailleurs une thèse sur la division de la scène musicale japonaise entre hogaku (musique japonaise) et yogaku (musique occidentale).
Elle retourna assez vite au Japon, à Kyoto, dans le cadre de ses études à l'étranger. En 2007, Emi Meyer gagna le Seattle-Kobe Jazz Vocalist Competition, grâce auquel sa carrière musicale a démarré au Japon.
C'est donc en 2007 qu'elle produit elle-même son premier album, Curious Creature, qui atteint la première place dans les charts de la catégorie Jazz de l'Itunes japonais, après que l'un de ses singles ait été élu single de la semaine. Si son succès fut sans précédent, elle se déplaçait déjà avant dans de nombreux festivals, tels que le Seattle’s Northwest Folklife Festival, le  Sundance Film Festival ou encore le Kobe Jazz Festival.
Pour son deuxième album, Passport, Emi Meyer décida d'écrire ses textes entièrement en japonais. C'est aussi à cette occasion qu'elle a travaillé avec Shingo Annen, mieux connu sous le pseudonyme Shing02 (producteur et rappeur japonais, ayant notamment collaboré avec Nujabes). Cet album se distingue notamment par une influence de la musique brésilienne, ainsi que du reggae et de la bossa nova.
En 2011 sort son troisième album, suitcase of Stones, cette fois en anglais.